# 1996-os MotoGP-világbajnokság
Az 1996-os MotoGP-világbajnokság volt a 48. gyorsaságimotoros-világbajnoki szezon.

## Összefoglaló
Ebben a szezonban Doohan megszerezte harmadik világbajnoki címét, nyolc győzelmet aratva a szezon során. Rajta kívül egymás után több versenyt nyernie csak csapattársának, Àlex Crivillének sikerült. Végül ők végeztek a bajnokság első 2 helyén. Az újonc olasz Loris Capirossi megszerezte első királykategóriás győzelmét, miután az utolsó futamon a 2 Hondás, Crivillé és Doohan összeütköztek.
A negyedlitereseknél Max Biaggi sorozatban harmadik vb-elsőségét gyűjtötte be, míg a nyolcadliteresek között Aoki Harucsika diadalmaskodott. Címvédésével Harucsika az eddigi utolsó versenyző, aki a címvédést megcsinálta a nyolcadliteres géposztályban. Érdekesség, hogy ebben a kategóriában az összetett első három helyén három japán végzett. Több újonc is futamot tudott nyerni, a legkisebbeknél Valentino Rossi, a negyedlitereseknél Olivier Jacque, míg az 500-asoknál a már említett Capirossin kívül Abe Norifumi is.

## Versenyek
| #  | Verseny          | Helyszín       | 125 cm³ győztes  | 250 cm³ győztes | 500 cm³ győztes | Összefoglaló |
| -- | ---------------- | -------------- | ---------------- | --------------- | --------------- | ------------ |
| 1  | maláj nagydíj    | Shah Alam      | Stefano Perugini | Max Biaggi      | Luca Cadalora   | Összefoglaló |
| 2  | indonéz nagydíj  | Sentul         | Tokudome Maszaki | Harada Tecuja   | Mick Doohan     | Összefoglaló |
| 3  | japán nagydíj    | Suzuka         | Tokudome Maszaki | Max Biaggi      | Abe Norifumi    | Összefoglaló |
| 4  | spanyol nagydíj  | Jerez          | Aoki Harucsika   | Max Biaggi      | Mick Doohan     | Összefoglaló |
| 5  | olasz nagydíj    | Mugello        | Peter Öttl       | Max Biaggi      | Mick Doohan     | Összefoglaló |
| 6  | francia nagydíj  | Paul Ricard    | Stefano Perugini | Max Biaggi      | Mick Doohan     | Összefoglaló |
| 7  | holland nagydíj  | Assen          | Emilio Alzamora  | Ralf Waldmann   | Mick Doohan     | Összefoglaló |
| 8  | német nagydíj    | Nürburgring    | Tokudome Maszaki | Ralf Waldmann   | Luca Cadalora   | Összefoglaló |
| 9  | brit nagydíj     | Donington      | Stefano Perugini | Max Biaggi      | Mick Doohan     | Összefoglaló |
| 10 | osztrák nagydíj  | Zeltweg        | Ivan Goi         | Ralf Waldmann   | Àlex Crivillé   | Összefoglaló |
| 11 | cseh nagydíj     | Brno           | Valentino Rossi  | Max Biaggi      | Àlex Crivillé   | Összefoglaló |
| 12 | imolai nagydíj   | Imola          | Tokudome Maszaki | Ralf Waldmann   | Mick Doohan     | Összefoglaló |
| 13 | katalán nagydíj  | Catalunya      | Manako Tomomi    | Max Biaggi      | Carlos Checa    | Összefoglaló |
| 14 | brazil nagydíj   | Rio de Janeiro | Aoki Harucsika   | Olivier Jacque  | Mick Doohan     | Összefoglaló |
| 15 | ausztrál nagydíj | Eastern Creek  | Garry McCoy      | Max Biaggi      | Loris Capirossi | Összefoglaló |

## Az 500 cm³ végeredménye
| #  | Versenyző         | Rajtszám | Ország        | Motor               | Pont | Győzelem |
| -- | ----------------- | -------- | ------------- | ------------------- | ---- | -------- |
| 1  | Mick Doohan       | 1        | Ausztrália    | Repsol-Honda        | 309  | 8        |
| 2  | Àlex Crivillé     | 4        | Spanyolország | Repsol-Honda        | 245  | 2        |
| 3  | Luca Cadalora     | 3        | Olaszország   | Kanemoto-Honda      | 168  | 2        |
| 4  | Alex Barros       | 7        | Brazília      | Pileri-Honda        | 158  | 0        |
| 5  | Abe Norifumi      | 9        | Japán         | Marlboro-Yamaha     | 148  | 1        |
| 6  | Scott Russell     | 11       | USA           | Lucky Strike-Suzuki | 133  | 0        |
| 7  | Okada Tadajuki    | 6        | Japán         | Repsol-Honda        | 132  | 0        |
| 8  | Carlos Checa      | 24       | Spanyolország | Fortuna-Honda       | 124  | 1        |
| 9  | Jean-Michel Bayle | 12       | Franciaország | Marlboro-Yamaha     | 110  | 0        |
| 10 | Loris Capirossi   | 65       | Olaszország   | Marlboro-Yamaha     | 98   | 1        |

## A 250 cm³ végeredménye
| #  | Versenyző            | Rajtszám | Ország        | Motor   | Pont | Győzelem |
| -- | -------------------- | -------- | ------------- | ------- | ---- | -------- |
| 1  | Max Biaggi           | 1        | Olaszország   | Aprilia | 274  | 9        |
| 2  | Ralf Waldmann        | 3        | Németország   | Honda   | 268  | 4        |
| 3  | Olivier Jacque       | 10       | Franciaország | Honda   | 193  | 1        |
| 4  | Jurgen Fuchs         |          | Németország   | Honda   | 174  | 0        |
| 5  | Ukava Tóru           |          | Japán         | Honda   | 142  | 0        |
| 6  | Luis D'Antin         | 7        | Spanyolország | Honda   | 138  | 0        |
| 7  | Aoki Nobuacu         | 6        | Japán         | Honda   | 105  | 0        |
| 8  | Harada Tecuja        | 2        | Japán         | Yamaha  | 104  | 1        |
| 9  | Jean-Philippe Ruggia | 5        | Franciaország | Honda   | 91   | 0        |
| 10 | Luca Boscoscuro      |          | Olaszország   | Aprilia | 62   | 0        |

## A 125 cm³ végeredménye
| #  | Versenyző        | Rajtszám | Ország        | Motor   | Pont | Győzelem |
| -- | ---------------- | -------- | ------------- | ------- | ---- | -------- |
| 1  | Aoki Harucsika   | 1        | Japán         | Honda   | 220  | 2        |
| 2  | Tokudome Maszaki | 7        | Japán         | Aprilia | 193  | 4        |
| 3  | Manako Tomomi    | 8        | Japán         | Honda   | 167  | 1        |
| 4  | Emilio Alzamora  | 3        | Spanyolország | Honda   | 158  | 1        |
| 5  | Jorge Martínez   |          | Spanyolország | Aprilia | 131  | 0        |
| 6  | Stefano Perugini | 6        | Olaszország   | Aprilia | 128  | 3        |
| 7  | Ueda Noboru      |          | Japán         | Honda   | 126  | 1        |
| 8  | Szakata Kadzuto  | 2        | Japán         | Aprilia | 113  | 0        |
| 9  | Valentino Rossi  | 46       | Olaszország   | Aprilia | 111  | 1        |
| 10 | Ivan Goi         |          | Olaszország   | Honda   | 110  | 1        |